# Estación de Issy
La estación de Issy es una estación ferroviaria francesa en Issy-les-Moulineaux, departamento de Hauts-de-Seine, en región Isla de Francia.
Es una estación de la línea C del RER.

## La estación
Es desservie por los trenes de las ramas C5 y C7 (dirección : Versailles-Château-Rive-Gauche y Saint-Quentin-en-Yvelines) de la línea C del RER. 

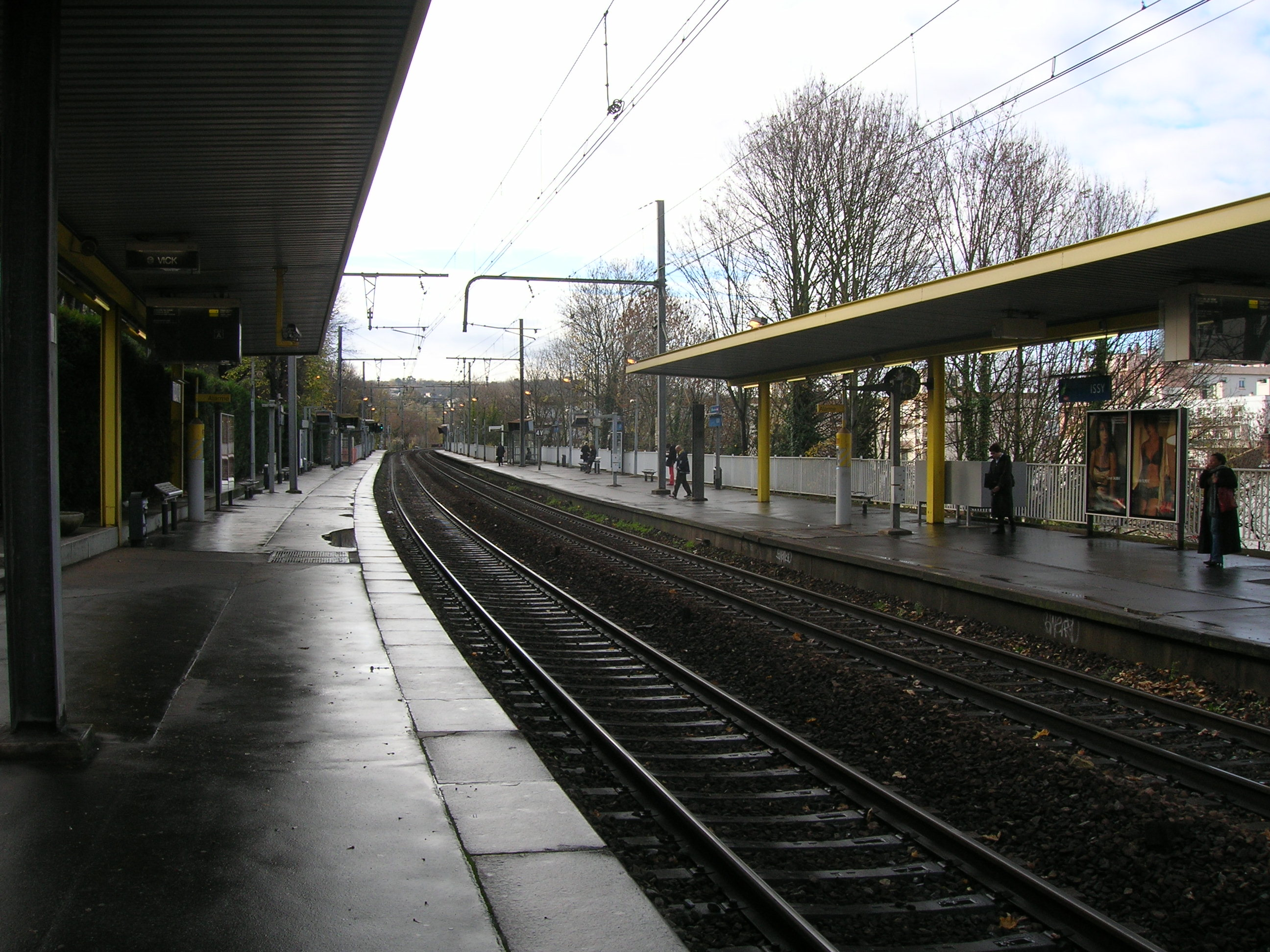
En las vías de la estación.

## Proyectos

### Línea 12 del Metro
Hay un proyecto de alargamiento de la línea 12 del metro de París desde la estación Mairie d'Issy hasta esa estación. 

### Línea 15 del Metro (Grand Paris Express)
Una estación de la línea 15 del Grand Paris Express está en construcción actualmente,. Estará conectado con la estación de RER por un pasillo subterráneo de un centenar de metros,. Sus andenes estaran a una profundidad de −21 metros.

### Línea 10 del tranvía
El terminus del alargamiento norte de la futura línea 10 del tranvía podría también estar implantado al noreste de la estación.